# سكالسيا غورديلوية
سكالسيا غورديلوية (الاسم العلمي:Scalesia gordilloi) هي نوع غير مؤكد من النباتات تتبع جنس السكالسيا من الفصيلة النجمية.